# Lyci Kristóf
Lyci Kristóf (Pusztafödémes, 1743. június 19. – Selmec, 1814. szeptember 22.) a Bányai evangélikus egyházkerület püspöke 1807-től haláláig.

## Élete
Szülőfalujában édesapja, Lyci Kristóf szintén lelkész volt. Tanult Modorban, Pozsonyban és a wittenbergi egyetemen 1767-től. Innen 1770 áprilisában tért vissza hazájába, és Jeszenák Pál gyermekeinek lett a nevelője. Később Hellenbach báró udvarában volt hitszónok, majd 1772. július 6-án ordináltatott papnak és Csánkra (Hont megye) rendeltetett. 1775-ben Besztercére hívták meg, ahol 40 évig volt prédikátor és azon kívül hét évig, 1807. augusztus 10-től viselte a besztercei egyházkerület püspöki hivatalát. Egyház látogatás közben érte a halálos szélütés 1814-ben.

## Művei
- Predigt bei der feierlichen Einweihung der neuerbauten evang. Kirche zu Neusohl am Sonntage Rogate, als den dritten May 1807. Neusohl.